# Abu Mahdi al-Muhandis
Jamāl Jaʿfar Muḥammad ʿAliyy ʾĀl brIbrāhīm (Basra, 1 de julho de 1954 - Bagdá, 3 de janeiro de 2020), conhecido como Abu Mahdi al-Muhandis (em árabe: أبو مهدي المهندس, lit. 'Abu-Mahdi, o Engenheiro'), era um político iraquiano-iraniano e comandante militar. No momento de sua morte, ele era vice-chefe do Comitê de Mobilização Popular (Al-Hashd Al-Sha'abi) envolvido em atividades contra o Estado Islâmico do Iraque e do Levante. As organizações que ele supervisionou têm ligações estreitas com a Força Quds, parte das Forças Armadas da República Islâmica do Irã.
Ele era o comandante da milícia Kata'ib Hezbollah, e antes disso trabalhou com a Guarda Revolucionária Islâmica Iraniana contra o regime de Saddam Hussein.
Alegações de terrorismo foram levantadas contra ele por suas atividades no Kuwait na década de 1980. Ele foi condenado à morte à revelia por um tribunal do Kuwait por seu envolvimento nos atentados de 1983 no Kuwait. Muhandis estava na lista dos Estados Unidos de terroristas.
Ele foi morto por um ataque de drone dos EUA no Aeroporto Internacional de Bagdá em 3 de janeiro de 2020, que também matou o comandante da Guarda Revolucionária do Irã, Qasem Soleimani.